# Deutsches Musikgeschichtliches Archiv
Im Deutschen Musikgeschichtlichen Archiv (DMgA) befindet sich die weltweit größte Mikrofilmsammlung mit Quellen vor allem zur deutschen Musikgeschichte des späten 15. bis frühen 19. Jahrhunderts. Das Archiv wird gefördert vom Hessischen Ministerium für Wissenschaft und Forschung, Kunst und Kultur sowie vom Kulturamt der Stadt Kassel. Das DMgA ist Mitglied der International Association of Music Libraries (IAML), der Gesellschaft für Musikforschung (GfM) und der International Musicological Society (IMS).

## Geschichte
Am 1. Oktober 1954 legte ein freier Zusammenschluss namhafter Musikwissenschaftler und Musikbibliothekare – die Musikgeschichtliche Kommission – den Grundstein für das Deutsche Musikgeschichtliche Archiv, das seit seiner Gründung in Kassel angesiedelt ist. Die Hauptaufgabe bestand damals darin, einen Überblick über die durch den Zweiten Weltkrieg und dessen Folgen veränderte Quellensituation zur deutschen Musikgeschichte zu bekommen sowie für die wiederbeginnende musikgeschichtliche Forschung besonders wichtige Handschriften und Drucke auf Mikrofilm zugänglich zu machen. Auch ging es darum, musikalische Quellen für die Nachwelt zu sichern.

## Bestände
Alle Quellen im DMgA liegen auf Mikrofilmen bzw. Mikrofiches vor. Im Hinblick auf Kosten, Sicherheit und Beständigkeit gelten diese auch im heutigen digitalen Zeitalter als Langzeitspeichermedium als konkurrenzlos. Im Archiv wurden bislang ca. 36.500 Mikrofilme und Mikrofiches mit Quellen (Musikalien und theoretische Schriften) vor allem zur deutschen Musikgeschichte des späten 15. bis frühen 19. Jahrhunderts aus mehr als 500 Bibliotheken und Archiven in aller Welt zusammengetragen. Das DMgA ist somit eine Meta-Musikbibliothek, denn eigene originale Handschriften und Drucke besitzt es nicht. Der Sammlungsschwerpunkt des DMgA lässt sich kurz und prägnant zusammenfassen: Quellen der Musik aus Deutschland, der Musik in Deutschland sowie der Musik für Deutschland. Gesammelt wurden also neben Werken deutscher Komponisten, die im In- und Ausland gedruckt oder abgeschrieben wurden, auch Quellen ausländischer Komponisten, die in Deutschland gewirkt haben oder deren Drucke in Deutschland erschienen bzw. deren Werke in Handschriften deutscher Provenienz aufgenommen wurden. Lag der Schwerpunkt zu Beginn auf dem Zeitraum von 1450 bis 1700, so wurde die Sammlung des Archivs im Lauf der Zeit bis ins frühe 19. Jahrhundert erweitert.
Unter den über 500 Musikbibliotheken und Archiven, deren Bestände im DMgA vertreten sind, befinden sich neben großen staatlichen Bibliotheken  auch zahlreiche kleine und schwer zugängliche Sammlungen, die häufig in Privatbesitz sind. Von großer Bedeutung für die musikalische Forschung und Praxis ist der Umstand, dass das DMgA im Besitz mehrerer Verfilmungen von Musikhandschriften und -drucken ist, die im Original heute entweder verschollen sind oder deren jetziger Zustand keine Einsichtnahme oder Digitalisierung erlaubt. Diese Mikrofilme sind somit die einzige Möglichkeit, die Quellen zu studieren. Dadurch, dass Bestände aus über 500 Bibliotheken und Archiven vorliegen, können etwa mehrteilige Quellen, die heute auseinandergerissen und auf mehrere Standorte verteilt sind, hier wiedervereint eingesehen werden. Da im Archiv auch häufig von einer Komposition mehrere Druckausgaben und Handschriften vorhanden sind, können Lesartenvergleiche durchgeführt und Beziehungen der Quellen untereinander untersucht werden.
Seit Sommer 2024 besteht zwischen RISM und dem DMgA eine Kooperation, im Rahmen derer das Archiv bestehende RISM-Einträge zu Sammel- und Einzeldrucken revidiert oder ergänzt bzw. bislang unbekannte Drucke neu in die Datenbank einpflegt.
Das Archiv verfügt neben den Mikroformen zudem über eine Sammlung von knapp 2.100 Portraits. Sie umfasst Originalfotografien von Instrumentalistinnen und Instrumentalisten, Sängerinnen und Sängern, Dirigenten und Komponisten der Zeit zwischen etwa 1860 und 1920. Weiterhin enthält die Sammlung Schattenrisse, Karikaturen, Titelkupfer und porträtierende Stiche des 17. bis 19. Jahrhunderts.